# Четыре всадника Апокалипсиса (фильм, 1921)
«Четыре всадника Апокалипсиса» (англ. The Four Horsemen of the Apocalypse) — американский немой фильм 1921 года, снятый режиссёром Рексом Ингрэмом по одноимённому роману Висенте Бласко Ибаньеса.
«Четыре всадника Апокалипсиса» стал самым кассовым фильмом 1921 года.
В 1995 году фильм был помещён в Национальный реестр фильмов.

## Сюжет

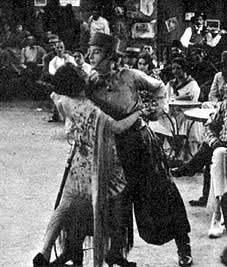
Герой Рудольфа Валентино танцует танго. Кадр из фильма

Старик Мадариага — владелец большого сельскохозяйственного бизнеса в Аргентине. У него две дочери: одна замужем за французом Марсело Деснойером, а вторая — за немцем Карлом фон Хартроттом. Мадариага откровенно недолюбливает Карла и хочет оставить всё своё наследство своему внуку Хулио, сыну француза. Однако тот растёт гулякой, и незадолго перед смертью старик решает поделить наследство между своими дочерьми. Семейство фон Хартроттов сразу же переезжает на историческую родину — в Германию. После некоторых колебаний Деснойеры также отправляются в Европу и обосновываются в Париже. Марсело ведёт жизнь скупца, накапливая богатства в своём замке на берегу Марны. Его сын Хулио начинает карьеру художника, однако больше занят развлечениями. Однажды он встречает Маргариту Лорье, жену друга отца, и у них вспыхивает роман. Однако разоблачение их страсти отходит на второй план, ибо в это время начинается мировая война. Четыре всадника Апокалипсиса спускаются на землю.

## В ролях
- Джозеф Свикард — Марсело Деснойер
- Рудольф Валентино — Хулио Деснойер
- Элис Терри — Маргарита Лорье
- Померой Кэннон — Мадариага
- Бриджетта Кларк — донья Луиза
- Вирджиния Уорик — Чичи
- Алан Хейл — Карл фор Хартротт
- Мэйбл Ван Бурен — Елена
- Стюарт Холмс — Отто фон Хартротт
- Джон Сент-Полис — Этьен Лорье
- Марк Фентон — сенатор Лакур
- Дерек Гент — Рене Лакур
- Найджел Де Брулир — Чернов